# Torrent de Can Codonyers
El Torrent de Can Codonyers és un corrent fluvial de la comarca del Vallès Occidental, que desemboca a la riera de Sant Cugat. Neix a Collserola, a prop del turó de Torreferrera.